# 6 Eskadra Lotnictwa Transportowego

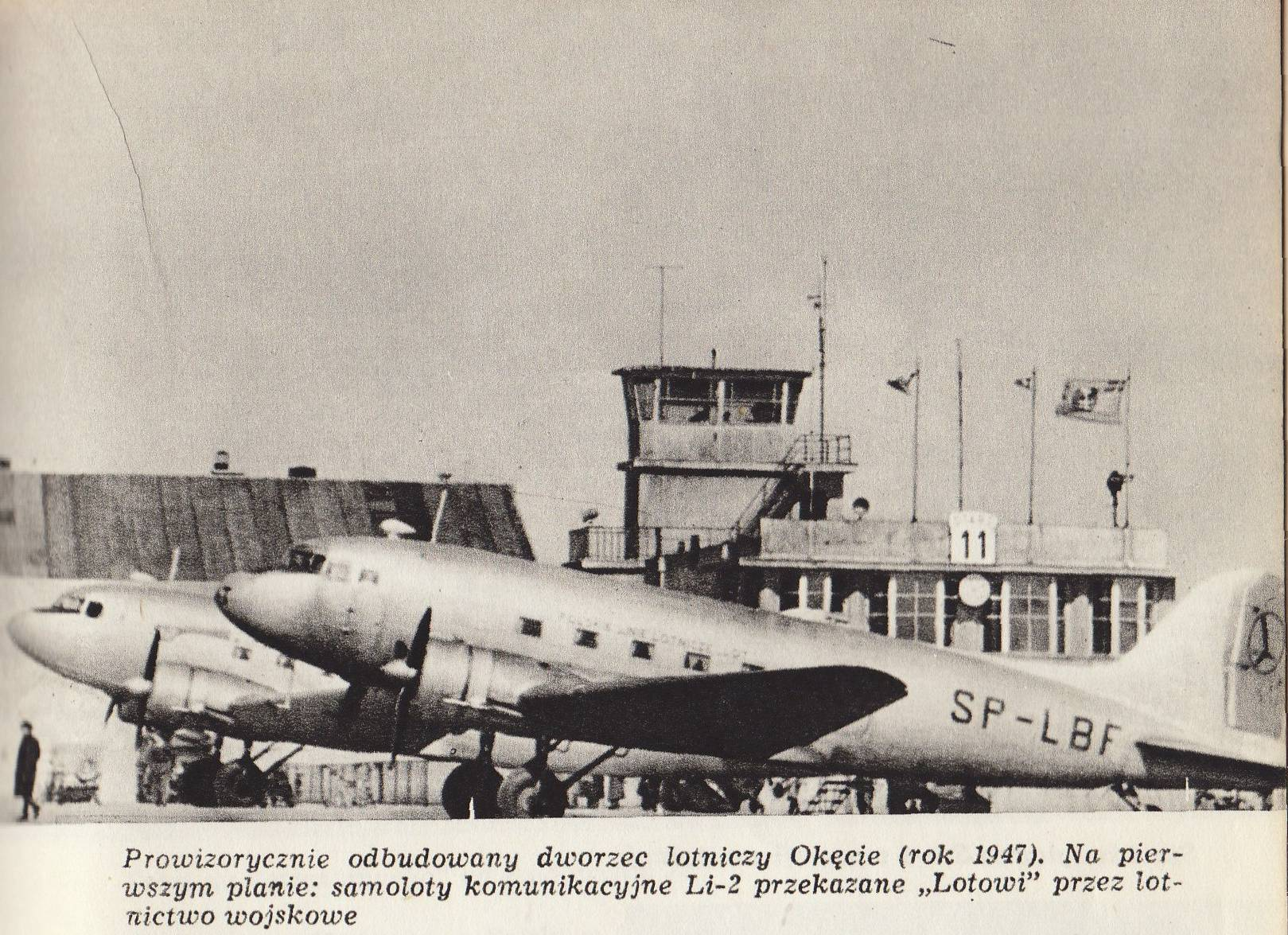
Li-2

6 Samodzielna Eskadra Lotnictwa Transportowego (6 eltr) – pododdział lotnictwa transportowego ludowego Wojska Polskiego.

## Formowanie i zmiany organizacyjne
Do 10 marca 1945 sformowano w Warszawie 6 Samodzielną Eskadrę Lotnictwa Transportowego. W kwietniu zmniejszono etat eskadry ze 193 ludzi do 123 ludzi i 10 samolotów. 1 maja 1945 roku w eskadrze było 124 żołnierzy i 8 samolotów, w tym cztery C-47 "Douglas" i 4 Li-2.
Eskadra rozlokowana była w Warszawie na Okęciu i pozostawała w dyspozycji Naczelnego Dowództwa WP oraz Tymczasowego Rządu Jedności Narodowej.
W 1946 roku eskadrę przemianowano na Rządową Eskadrę Transportową, a w marcu 1947 roku na bazie eskadry rządowej i  eskadry 1 mieszanego pułku lotniczego utworzono 36 Specjalny Pułk Lotniczy.

## Obsada personalna eskadry
- dowódca eskadry:

mjr Wasilij Krasnoszczekow
ppłk Michaił Choroszajłow - od 27 stycznia 1946
- szef sztabu — kpt. Bezlepkin